# Grafenwörth
Grafenwörth è un comune austriaco di 3 129 abitanti nel distretto di Tulln, in Bassa Austria; ha lo status di comune mercato (Marktgemeinde). Il 1º gennaio 1971 ha inglobato i comuni soppressi di Feuersbrunn e Wagram am Wagram.